# P-800 Oniks
P-800 Oniks (ryska: П-800 Оникс (onyx), NATO-rapporteringsnamn SS-N-26 Strobile) är en rysk ramjetdriven sjömålsrobot. Ramjet-motorn ger en kombination av lång räckvidd och hög hastighet vilket gör Oniks till ett mycket slagkraftigt vapensystem.
Utvecklingen började redan 1983, men utvecklingen försenades av Sovjetunionens fall. 1996 genomfördes de första provskjutningarna från Ovod-klass korvetten Nakat och robotsystemet är sedan 1999 taget i tjänst av ryska flottan. Roboten kan avfyras från såväl flygplan som stridsfartyg och ubåtar i undervattensläge.
Exportversionen av roboten går under namnet Jachot (ryska: Яхонт, ”rubin”) och har sålts till Syrien och Vietnam i form av kustförsvarssystemet Bastion. Jachot har också varit utgångspunkten för den rysk-indiska roboten BrahMos.

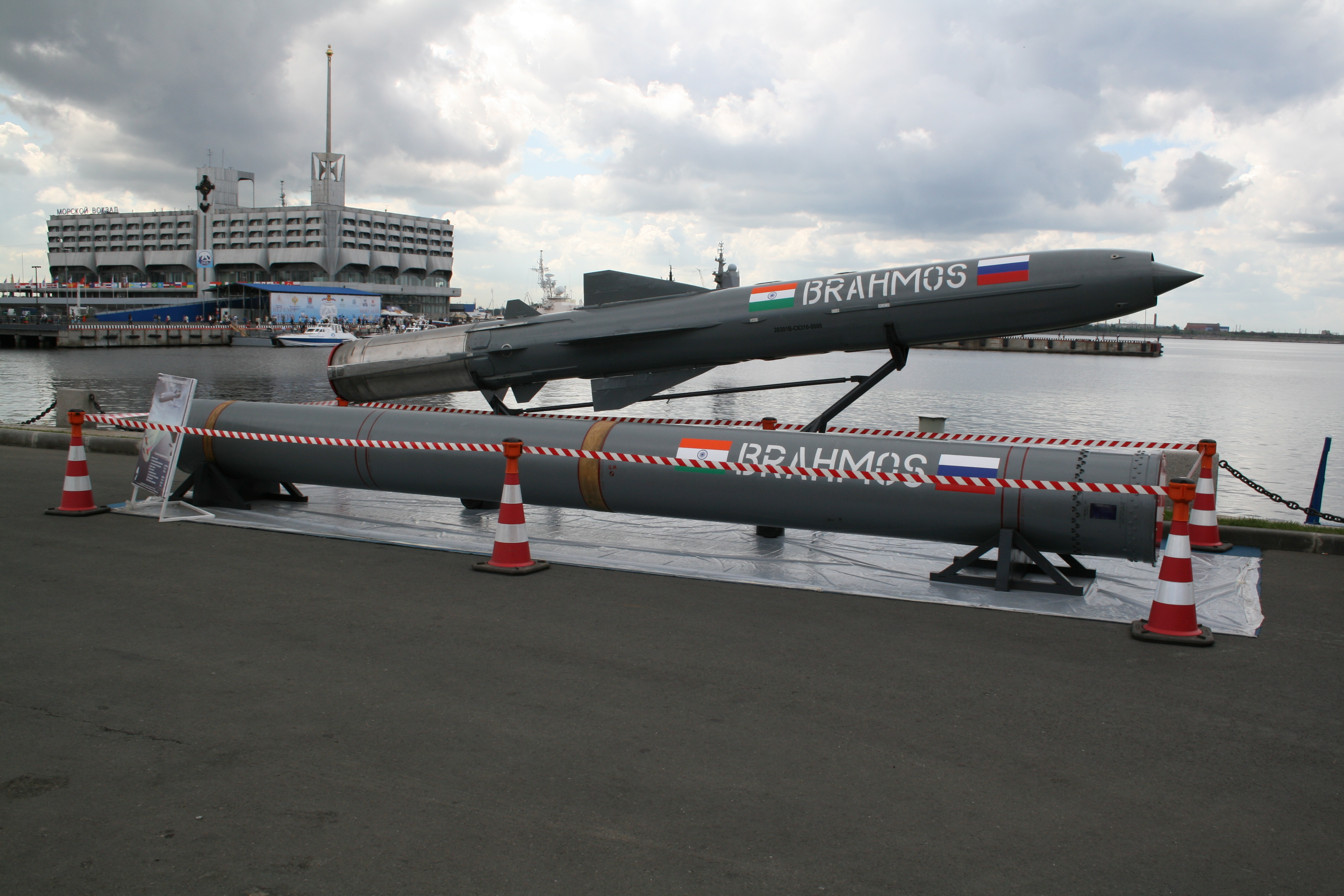
BrahMos, den indiska varianten av Oniks.

## Användare
- Indiens flotta (BrahMos)
  - Fem jagare av Rajput-klassen
- Indonesien (Jachot)
  - Fregatten Oswald Siahaan
- Syrien (Jachot)
  - Kustförsvarssystemet Bastion
- Rysslands flotta (Oniks)
  - Kustförsvarssystemet Bastion
  - Ubåten Jasen
  - Korvetten Nakat
  - Fregatten Admiral Gorsjkov
- Vietnam (Jachot)
  - Kustförsvarssystemet Bastion